# Platyarachne argentina
Platyarachne argentina är en spindelart som beskrevs av Mello-Leitao 1944. Platyarachne argentina ingår i släktet Platyarachne och familjen krabbspindlar. Inga underarter finns listade i Catalogue of Life.